# Přímorožec beisa
Přímorožec beisa (Oryx beisa) je sudokopytník dosahující délky až 190 cm a váhy do 240 kg. Výška zvířete v kohoutku nepřesahuje 120 cm. Vyskytuje se v Etiopii a Keni. Výrazným znakem přímorožce beisa jsou jeho rohy. Barva krátké srsti je šedá až žlutá s bílým břichem. Vzhled zvířete doplňují černé pruhy okolo břicha, na nohou a hlavě. Populace ve volné přírodě se v současnosti odhaduje na 67 000 jedinců.

## Chování
Přímorožec beisa tvoří menší stáda do 40 jedinců, která jsou tvořena pouze samicemi a jedním samcem. Ostatní samci žijí samotářským životem a ke stádu se připojují pouze v období říje, kdy však musí svádět urputné boje s vůdčím samcem stáda, které mohou skončit až smrtí slabšího samce. Přímorožec beisa je zvíře teritoriální, který území svého stáda vyznačuje močí.

## Potrava
Živí se zejména listy a výhonky rostlin, zejména trav. V době nouze přímorožec beisa dokáže vyhrabat kořínky skryté až metr pod zemí.

## Rozmnožování
Samice přímorožce beisa rodí jedno celohnědé mládě po osmi a půl měsících březosti. Samice zůstává po dobu jednoho a půl měsíce s mládětem, odděleně od stáda. Kojení trvá přibližně tři a půl měsíce.

## Chov v zoo
Přímorožec beisa je v Evropě chován v pouhých 8 zoo a to v počtu 36 jedinců. V Česku chovala tento druh na počátku roku 2018 Zoo Praha, která zároveň od roku 2017 vede Evropskou plemennou knihu pro tento druh, a samčí skupinu Zoo Ostrava. Na Slovensku tento druh chován není. Mimo Evropu lze zmínit čtyři instituce na Arabském poloostrově a jednu na Tchaj-wanu.

### Chov v Zoo Praha
Zoo Praha začala chovat tento druh v roce 2000, kdy byl přivezen samec a tři samice z francouzské zoo La Palmyre. První mládě se narodilo 22. 12. 2001. V roce 2015 byl odchovaný samec Damián (narozen 4. 2. 2014) převezen do Džibutska v rámci reintrodukčního projektu. Roku 2017 byla zoo pověřena vedením evropské plemenné knihy pro tento druh.

Na konci roku 2017 byli chováni tři samci a pět samic. 5. ledna 2018 se samici Grácii a samci Akimovi narodil další samec. Do léta 2018 se narodilo 20 mláďat, z nichž se podařilo 16 odchovat. Další samci přišli na svět 19. 12. 2018 a 12. 3. 2019. 3. 4. 2019 byl dovezen samec ze Zoo Ostrava. Na jaře 2020 byl odvezen do Zoo Hodonín mladý samec Bela a z téže zoo dovezen chovný samec Rebel. 

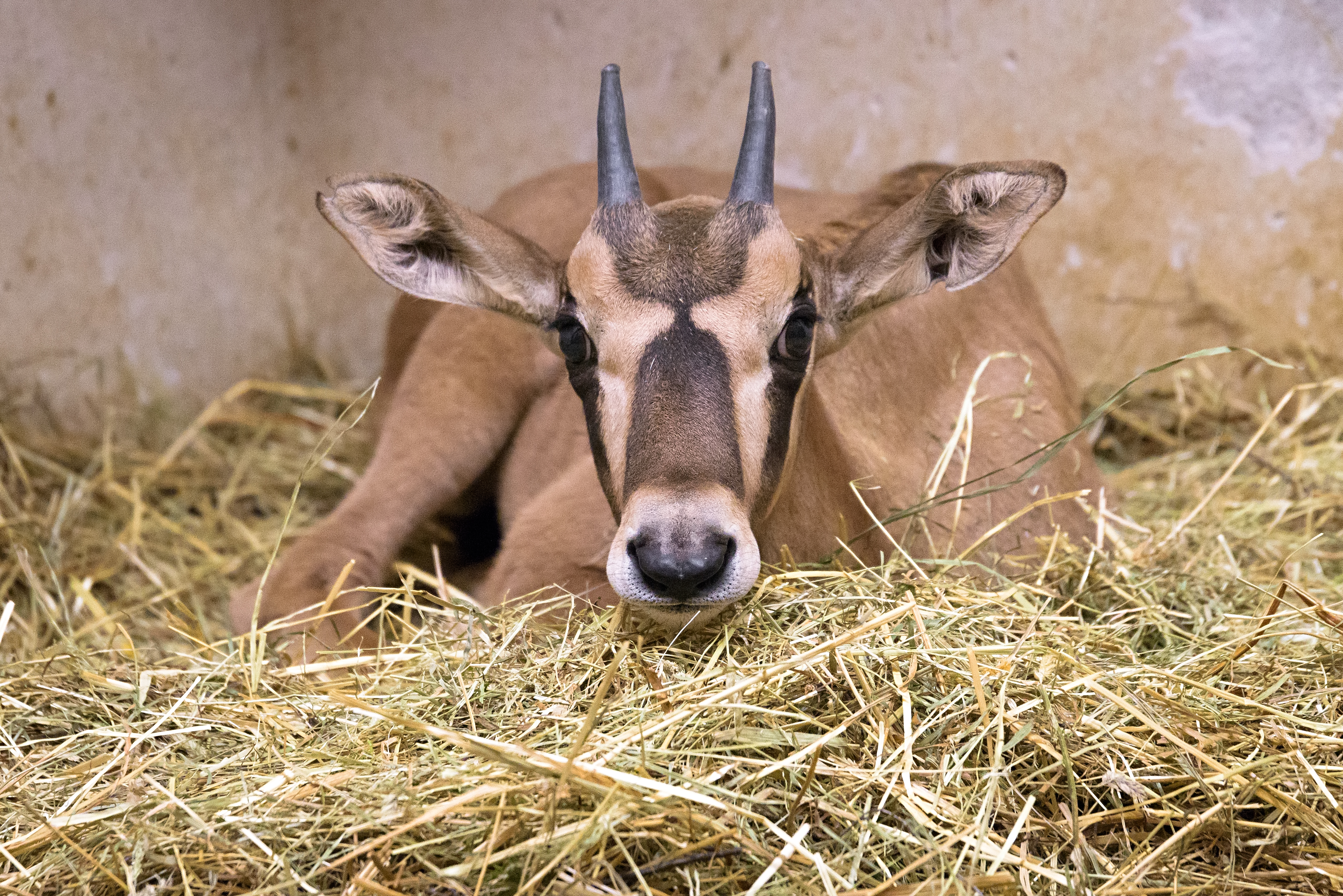
Mládě přímorožce beisa v Zoo Praha
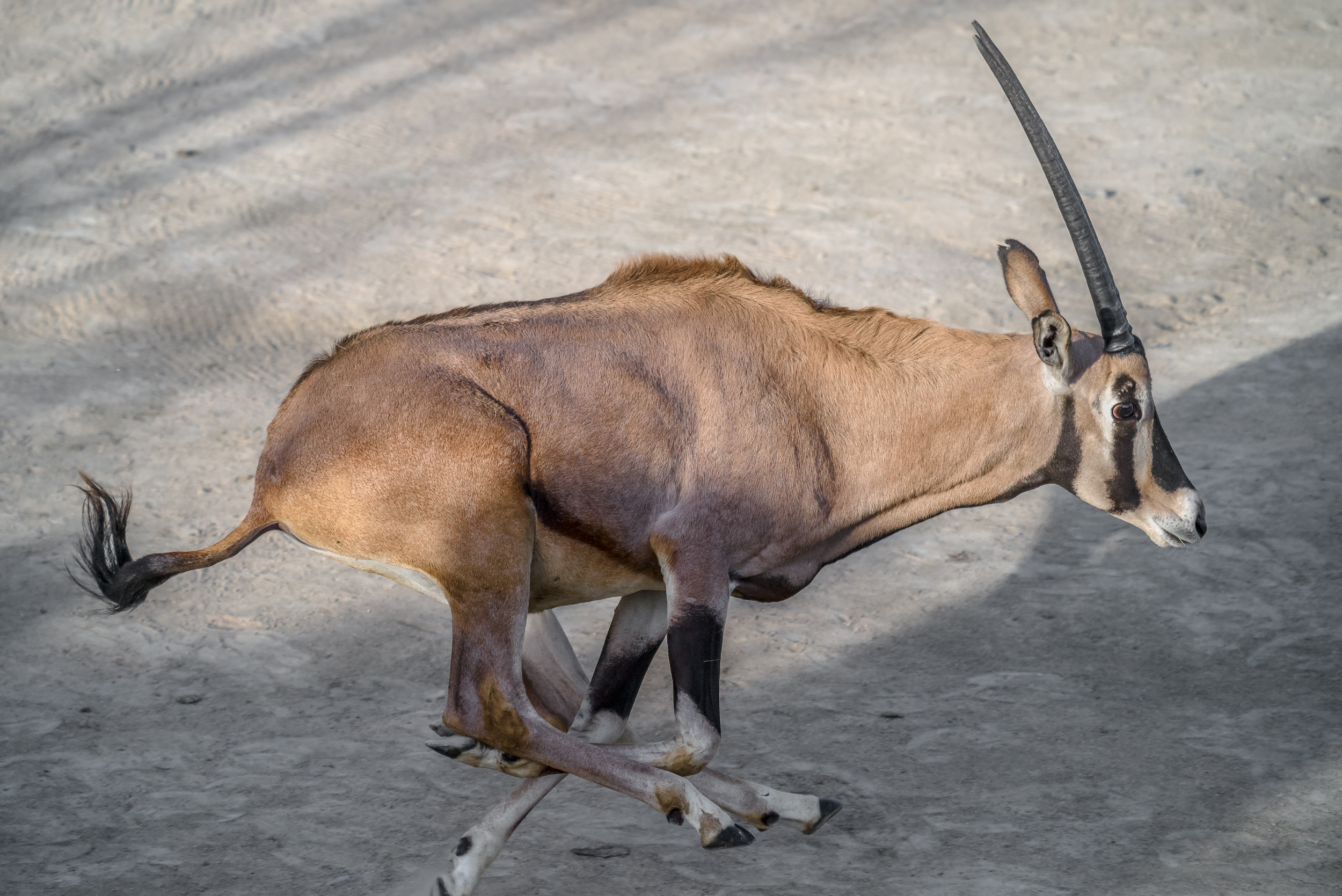
Přímorožec beisa v Zoo Praha

## Fotogalerie

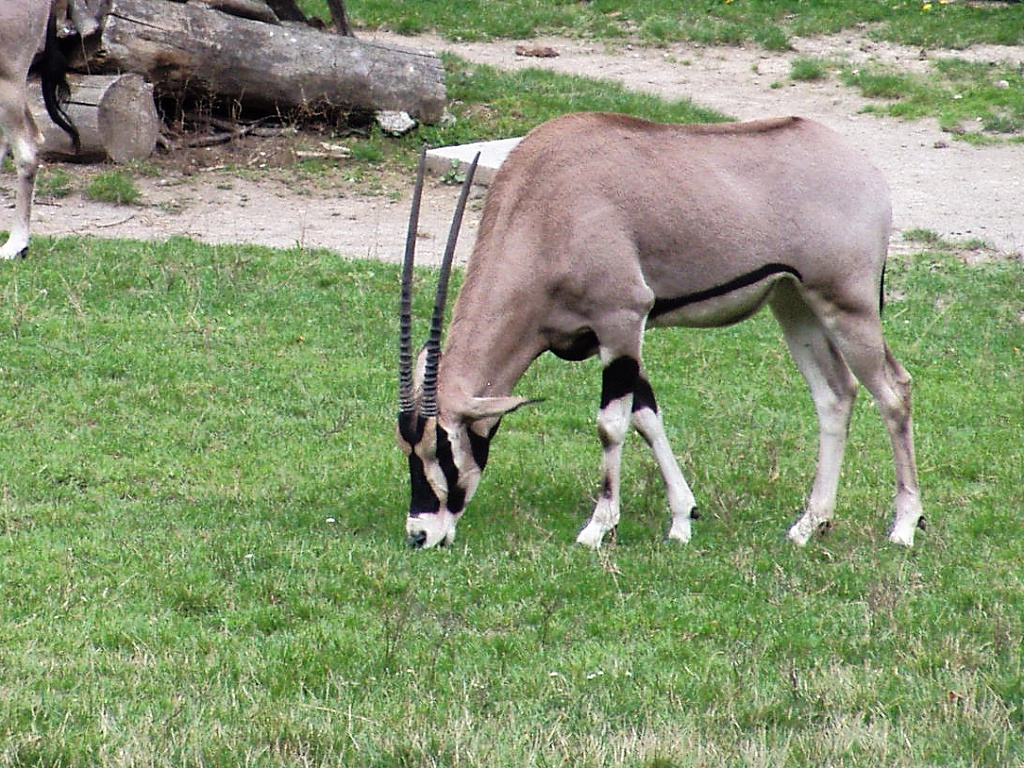
Přímorožec beisa v zajetí
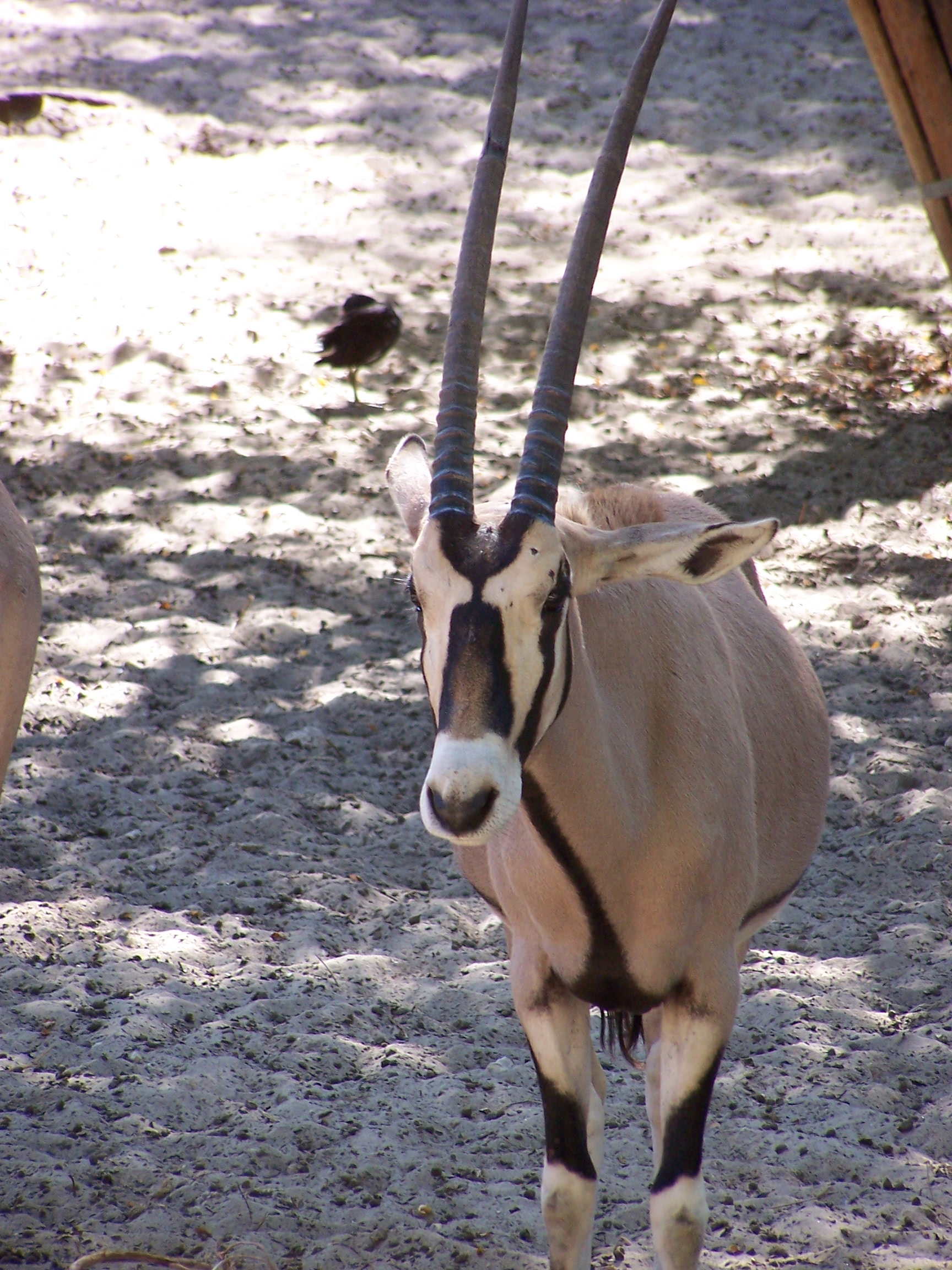
Přímorožec beisa
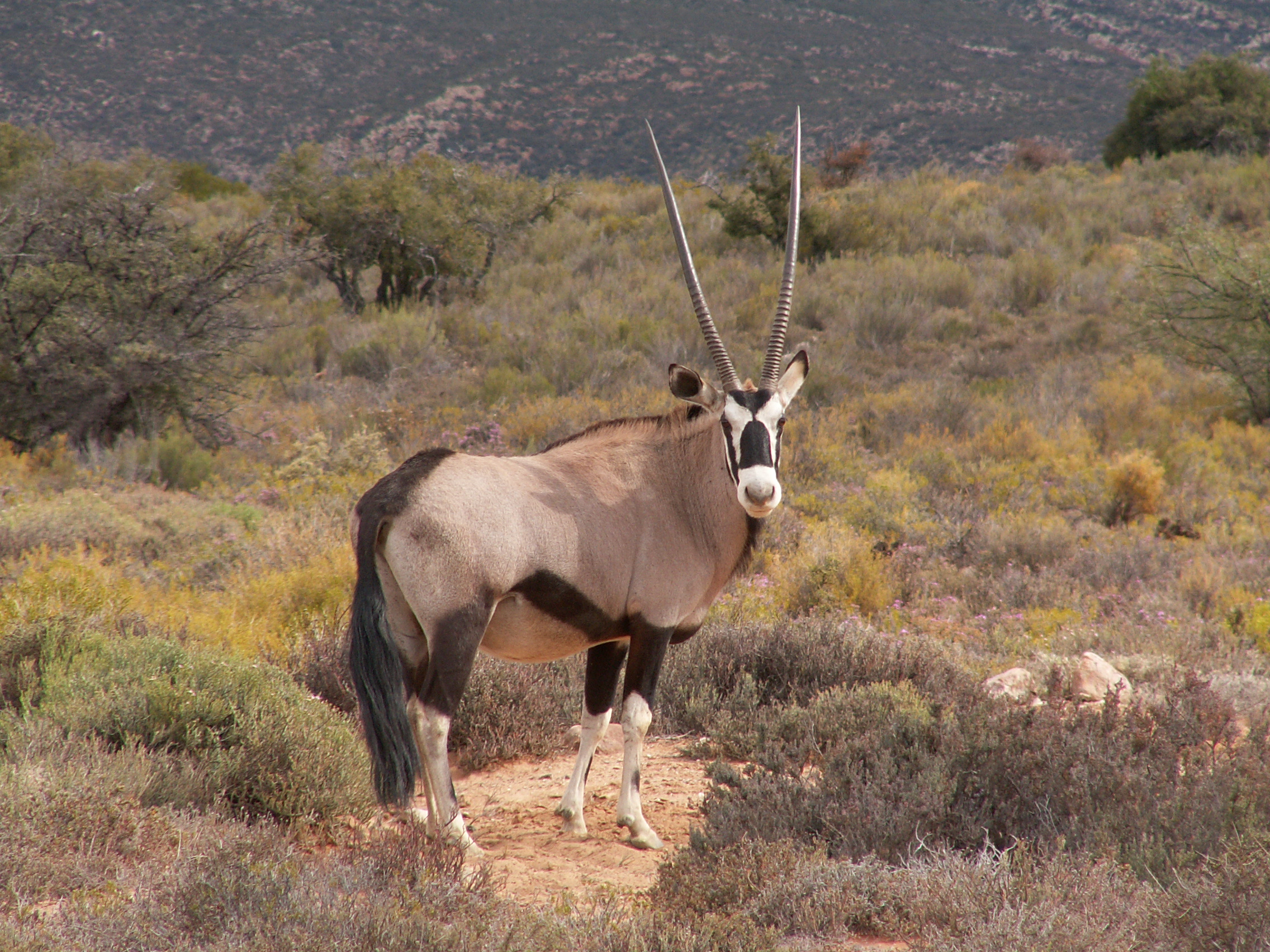
Přímorožec beisa ve volné přírodě